# Molln
Molln – gmina targowa w Austrii, w kraju związkowym Górna Austria, w powiecie Kirchdorf an der Krems. Liczy 3558 mieszkańców.

## Współpraca
Miejscowości partnerskie:
- Buseck, Niemcy
- Tát, Węgry